# Lepidaria arnottiana
Lepidaria arnottiana är en tvåhjärtbladig växtart som först beskrevs av Pieter Willem Korthals, och fick sitt nu gällande namn av Danser. Lepidaria arnottiana ingår i släktet Lepidaria och familjen Loranthaceae. Inga underarter finns listade i Catalogue of Life.